# Guillaume Cramoisan
Guillaume Cramoisan (Parijs, 24 augustus 1969) is een Frans acteur. Na zijn opleiding aan de Cours Florent in Parijs tussen 1990 en 1992, begon Cramoisan zijn carrière in het theater. Hij speelde in La Nuit des rois, Antigone en Lorenzaccio.

## Filmografie

### Film
- 2004 - Les Parisiens
- 2004 - Pédale dure
- 2005 - Nuit noire 17 octobre 1961
- 2006 - Le Dîner

### Televisie
- 2004 tot 2006 - P.J. (seizoen 6 tot 18)
- 2006 - Chat bleu, chat noir
- 2006 - Navarro
- 2006 - Femmes de loi
- 2007 - La Prophétie d'Avignon
- 2007 - Le réveillon des bonnes